# Petrus Tritonius

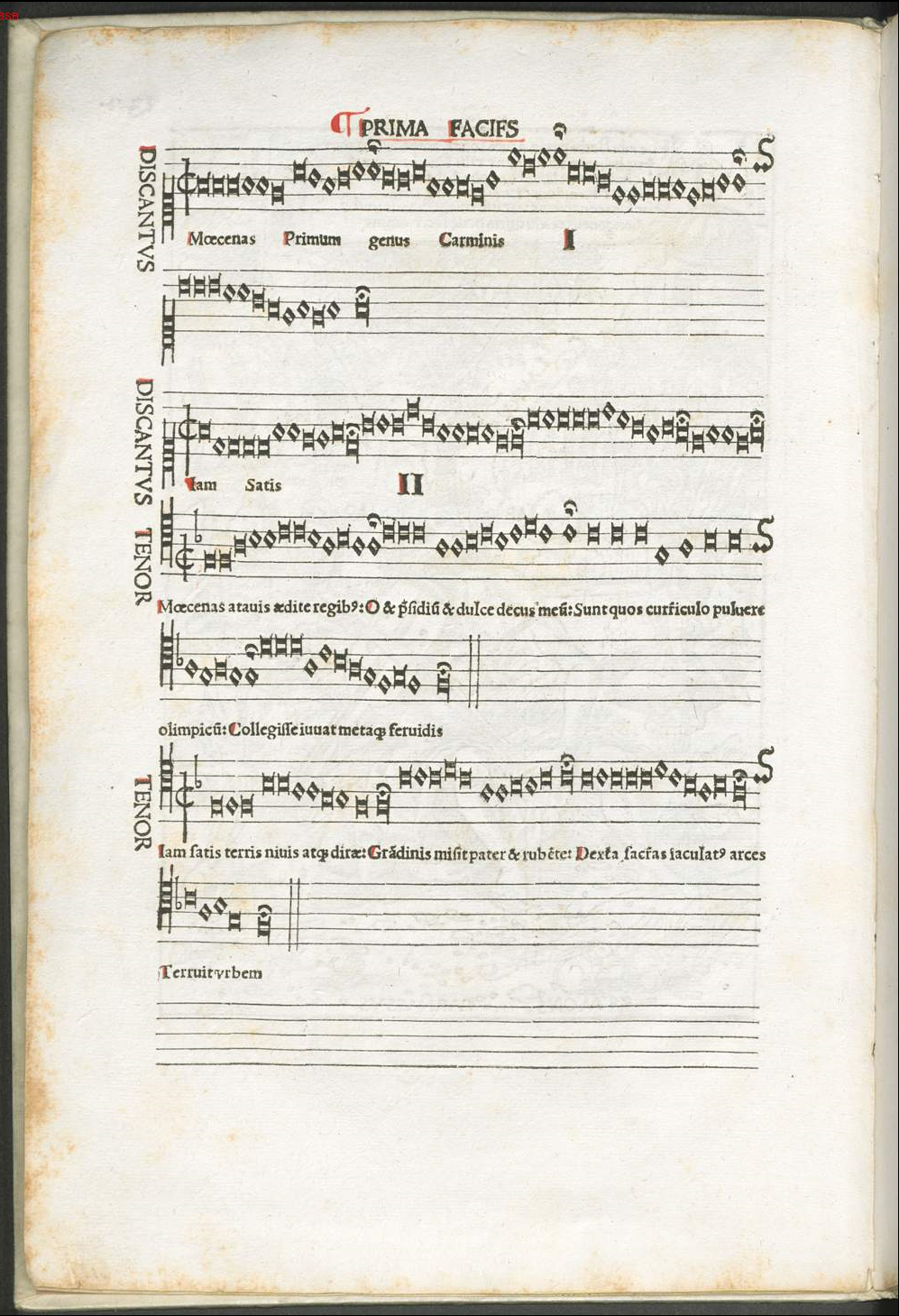
Melopoiae, 1507, Anfang

Petrus Tritonius Athesinus (* 1465 in Bozen; † ca. 1525 wahrscheinlich in Hall in Tirol; latinisiert von Peter Treybenreif/Treibenreiff/Treibenraiff; Athesinus, aus dem Etschland gebürtig) war ein Tiroler Schulmeister, Komponist und Musikpädagoge. Seine vierstimmige Horaz-Vertonung Melopoiae (1507) gilt als Gründungswerk der Gattung der Humanistenoden.

## Leben
Petrus Tritonius begann 1486 sein Studium an der Universität Wien. Bei einer Italienreise lernte er in Padua seinen zukünftigen Lehrer und späteren Freund, den Humanisten Conrad Celtis, kennen und folgte ihm später nach Ingolstadt, wo er von 1497 bis 1499 bei ihm studierte, und nahm den Namen Petrus Tritonius an. Von 1500 bis 1502 war er als Lateinlehrer an der Domschule in Brixen (Tirol) tätig. Nach seiner Promotion an der Universität Padua 1502 (er bezeichnete sich in einem Brief als Magister der Universität Padua) rief ihn Celtis als Lehrer zurück nach Wien (wohl an das Collegium poetarum et mathematicorum). Dort gehörte er bis Celtis’ Tod 1508 dessen Wiener Humanistenkreis an. Danach kehrte er nach Bozen zurück, wo er dann bis 1512 Direktor der Lateinschule war. Später lehrte er in Hall (1513–1519 und 1524/1525) sowie in Schwaz am Inn (1519–1524), wo er in engem Kontakt zu seinem Schüler und späteren Homer-Übersetzer Simon Schaidenreisser (genannt Minervius) stand. 1525 setzte wahrscheinlich die Pest seinem Leben ein Ende.

## Leistung
Auf Anregung Celtis’ vertonte Petrus Tritonius eine Auswahl von Horazoden vierstimmig homorhythmisch im „Note-gegen-Note“-Prinzip, wobei er sich bei den musikalischen Versmaßen streng an die klassischen Metren hielt. Das 1507 bei Erhard Oeglin in Augsburg herausgegebene Werk mit dem Titel Melopoiae sive harmoniae tetracenticae super XXII genera carminum Heroicorum Elegiacorum Lyricorum et ecclesiasticorum hymnorum enthält 22 lateinische Versmaße, 19 davon mit Texten von Horaz, je eines zu Catull, Martial und Ovid. Celtis ließ seine Studenten die so von Tritonius vertonten Horazoden zu Vorlesungsende singen, um ihnen die Längen der Metren und die akzentuale Betonung zu vermitteln.
Die Erstausgabe des Werkes gilt als erster bekannter deutschsprachiger Musiknotendruck mit beweglichen Typen (Typendoppeldruck in Mensuralnotation). Die Melopoiae galten als vorbildlich und beeinflussten deutsche Komponisten des 16. Jahrhunderts wie Paul Hofhaimer und Ludwig Senfl. Minervius bewog Senfl, den damals bedeutendsten deutschen Komponisten, 1534 zu einer Neukomposition der Oden, bei der sich Senfl an Tritonius orientierte. Im gleichen Jahr schrieb Minervius, seines Wissens sei Tritonius der Erste gewesen, der versucht habe, antike Metren zu vertonen. Der Lautenist Hans Judenkönig (1445–1526) schrieb einige der Oden in Tabulatur um. Sein 1524 gedrucktes deutschsprachiges Kirchengesangbuch Hymnarius gilt als ältestes seiner Art. Es enthält die Texte von 131 Liedern. Über den Textzeilen befinden sich je vier leere Notenlinien, auf welche die Melodien geschrieben werden konnten.

## Werke
- Melopoiae
  - 1. Aufl., Oeglin, Augsburg 1507, als: Melopoiae sive harmoniae tetracenticae super XXII genera carminum Heroicorum Elegiacorum Lyricorum et ecclesiasticorum hymnorum per Petrum Tritonium et alios doctos sodalitatis litterariae nostrae musicos secundum naturas et tempora syllabarum et pedum compositae et regulata ductu Chunradi Celtis foeliciter impresse. Folio, RISM A/I/8 T 1249.
  - 2. Aufl., Augsburg 1507, als: Harmonie Petri Tritonii super odis Horatii Flacci. Quart.
  - 3. Aufl., Egenolf, Frankfurt 1532, posthum, als: Odarum Horatii Concentus cum quibusdam aliis carminum generibus ... Octav.
  - 4. Aufl., Egenolf Frankfurt 1551, posthum, als: Geminae undeviginti odarum Horatii melodiae quatuor vocibus probè adornatæ ...
- Von dem leben und gelächter Democriti, kurzweilig und fast nützlich zu lesen. 1521.
- Hymnarius: durch das ganntz Jar verteutscht, nach gewöndlicher weyß unnd Art zw synngen, so yedlicher Hymnus, Gemacht ist. Schloss Siegmundslust bei Schwaz 1524, „Hymnarius von Sigmundslust“, RISM B/VIII/1